# رالف كاهون
رالف كاهون (بالإنجليزية: Ralph Cahoon)‏ هو فنان أمريكي، ولد في 1910، وتوفي في 1982.